# Offene asiatische Sommerbiathlon-Meisterschaften 2008
Die Offenen asiatischen Sommerbiathlon-Meisterschaften 2008 fanden vom 8. bis 14. Oktober 2008 in Tscholpon-Ata, Kirgisistan statt. Sie wurden im örtlichen Biathlon-Stadion ausgetragen. Es nahmen Athleten aus vier Ländern, Russland, Usbekistan, Kasachstan und aus dem Gastgeberland teil. Sportler aus dem Gastgeberland starteten allerdings nur in den zeitgleich stattfindenden Juniorenwettbewerben. Die Wettbewerbe wurden in der Disziplin Crosslauf ausgetragen. Sowohl bei Männern als auch Frauen wurden drei Wettkämpfe in den Disziplinen Sprint, Verfolgung und Einzel ausgetragen.
Erfolgreichste Nation wurde Usbekistan, die mit Ruslan Nasirov auch den Sieger aller drei Männerwettbewerbe stellte. Einen weiteren Titel holte Dilafruz Imomhusanowa bei den Frauen. Die beiden anderen Titel gingen an Starterinnen aus Kasachstan, Jelena Chrustaljowa und Natalija Issaschenko.

## Medaillenspiegel
Gesamt
| Platz | Land       | Gold | Silber | Bronze | Gesamt |
| ----- | ---------- | ---- | ------ | ------ | ------ |
| 1     | Usbekistan | 4    | 2      | 2      | 8      |
| 2     | Kasachstan | 2    | 3      | 2      | 7      |
| 3     | Russland   | –    | 1      | 2      | 3      |

## Frauen

### Sprint 3 km
| Platz | Sportler              | Zeit   | Schieß- fehler |
| ----- | --------------------- | ------ | -------------- |
| 1     | Jelena Chrustaljowa   | 13.34  | 1-2            |
| 2     | Anna Lebedewa         | +1.37  | 2-2            |
| 3     | Anna Timofeewa        | +3.00  | 2-5            |
| 4     | Ljudmilla Gubarewa    | +.3.11 | 3-1            |
| 5     | Natalija Issaschenko  | +3.13  | 4-3            |
| 6     | Dilafruz Imomhusanowa | +5.14  | 2-4            |

Datum: Freitag, 10. Oktober 2008, 13:00 Uhr

Es starteten 6 Athletinnen aus 2 Nationen. Wenige Minuten nach den Athletinnen der A-Klasse gingen die Juniorinnen an den Start. Dort gewann die Kasachin Galina Wischnewskai vor ihrer Landsfrau Swetlana Klimowa und der Russin Daria Woronkowa.

### Verfolgung 5 km
| Platz | Sportler              | Zeit  | Schieß- fehler |
| ----- | --------------------- | ----- | -------------- |
| 1     | Natalija Issaschenko  | 30.47 | 4-3-4-3        |
| 2     | Jelena Chrustaljowa   | +0.19 | 0-3-0-5        |
| 3     | Ljudmilla Gubarewa    | +1.20 | 2-1-2-2        |
| 4     | Dilafruz Imomhusanowa | +2.07 | 0-1-3-3        |
| 5     | Anna Timofeewa        | +2.50 | 4-3-4-2        |

Datum: Samstag, 11. Oktober 2008, 13:00 Uhr

Es starteten 5 von 6 gemeldeten Athletinnen aus 2 Ländern. Die Kasachin Anna Lebedewa ging nicht mehr an den Start. Wenige Minuten nach den Athletinnen der A-Klasse gingen die Juniorinnen an den Start. Dort gewann wie schon im Sprint die Kasachin Galina Wischnewskai vor ihrer Landsfrau Swetlana Klimowa und der Russin Daria Woronkowa.

### Einzel 6 km
| Platz | Sportler              | Zeit      | Schieß- fehler |
| ----- | --------------------- | --------- | -------------- |
| 1     | Dilafruz Imomhusanowa | 28.30 min | 3-1-1-1        |
| 2     | Natalija Issaschenko  | 28.59 min | 3-4-4-1        |
| 3     | Ljudmilla Gubarewa    | 31.24 min | 3-2-3-2        |
| 4     | Anna Timofeewa        | 31.42 min | 2-3-3-4        |

Datum: Sonntag, 12. Oktober 2008, 11:30 Uhr

Es starteten 4 von 6 gemeldeten Athletinnen aus 2 Ländern. Die Kasachinnen Anna Lebedewa und Jelena Chrustaljowa gingen nicht an den Start. Wenige Minuten nach den Athletinnen der A-Klasse gingen die Juniorinnen an den Start. Dort gewann wie schon im Sprint und der Verfolgung die Kasachin Galina Wischnewskai vor den Kirgisinnen Jekaterina Woloschina und Jamilja Turarbek kisi.

## Männer

### Sprint 4 km
| Platz | Sportler            | Zeit      | Schieß- fehler |
| ----- | ------------------- | --------- | -------------- |
| 1     | Ruslan Nasirov      | 13.48 min | 4              |
| 2     | Murod Hodjibajew    | +0.44     | 4              |
| 3     | Pawel Tschuprianow  | +1.05     | 3              |
| 4     | Wladimir Zatula     | +1.45     | 3-1            |
| 5     | Alexander Ostapowec | +3.20     | 3-3            |

Datum: Freitag, 10. Oktober 2008, 11:00 Uhr

Es starteten 5 Athleten aus 3 Ländern. Wenige Minuten nach den Athleten der A-Klasse gingen die Junioren an den Start. Dort gewann der Usbeke Anuzar Yunusov vor dem Kasachen Maxim Rischkow und dem Usbeken Nosim Ummatow.

### Verfolgung 6 km
| Platz | Sportler            | Zeit      | Schieß- fehler |
| ----- | ------------------- | --------- | -------------- |
| 1     | Ruslan Nasirov      | 24.25 min | 2-2-2-3        |
| 2     | Pawel Tschuprianow  | +1.13     | 1-1-2-0        |
| 3     | Murod Hodjibajew    | +1.22     | 3-3-4-0        |
| 4     | Wladimir Zatula     | +4.28     | 3-4-2-1        |
| 5     | Alexander Ostapowec | +8.49     | 4-2-4-2        |

Datum: Samstag, 11. Oktober 2008, 11:00 Uhr

Es starteten 5 Athleten aus 3 Ländern. Wenige Minuten nach den Athleten der A-Klasse gingen die Junioren an den Start. Dort gewann der Usbeke Anuzar Yunusov vor seinem Landsmann Jamschid Tilajew dem Kasachen Maxim Rischkow.

### Einzel 7 km
| Platz | Sportler            | Zeit      | Schieß- fehler |
| ----- | ------------------- | --------- | -------------- |
| 1     | Ruslan Nasirov      | 24.27 min | 2-1-2-1        |
| 2     | Murod Hodjibajew    | 28.00 min | 3-2-1-4        |
| 3     | Pawel Tschuprianow  | 28.37 min | 0-2-2-3        |
| 4     | Alexander Ostapowec | 31.32 min | 2-4-4-2        |
| 5     | Alexander Morosow   | 31.51 min | 3-4-3-2        |
| 6     | Alexej Witkowski    | 32.49 min | 2-4-3-3        |
| 7     | Wladimir Basarow    | 34.31 min | 2-4-4-3        |

Datum: Sonntag, 12. Oktober 2008, 10:00 Uhr

Es starteten 7 von 8 gemeldeten Athleten aus 3 Ländern. Wladimir Zatula ging nicht an den Start. Wenige Minuten nach den Athleten der A-Klasse gingen die Junioren an den Start. Dort gewann der Usbeke Anuzar Yunusov vor dem Kasachen Konstantin Bedenko und dem Usbeken Jamschid Tilajew.